# 16 messidor
16 prairial 16 thermidor
Le sextidi 16 messidor, officiellement dénommé jour du tabac, est le 286e jour de l'année du calendrier républicain.
C'était généralement le 4e jour du mois de juillet dans le calendrier grégorien.